# ノートン 360
ノートン 360（ノートン スリーシクスティー、Norton 360）
1. シマンテック社が2007年から2013年に発売していたセキュリティソフト。
2. ノートンライフロック（旧・シマンテック社）が2019年に発売したセキュリティソフト。

いずれのバージョンも、ノートン・シリーズの機能が集約されたオールインワンセキュリティサービスで、多彩な機能が搭載されつつ、パソコンに不慣れなユーザーでも簡単に操作できるようになっている。

## 機能
搭載されている主な機能は以下の通り。
- ウイルス対策
- スパイウェア対策（カーネルモードも可能）
- パーソナルファイアウォール
- 侵入防止
- SONAR
- オンライン詐欺対策
- ファイル・フォルダ単位のバックアップ
- ハードディスクドライブの最適化
- ごみファイル一掃
- 埋め込み型のサポート

サポートへの連絡手段がソフトに統合されている。サポートの種類はチャット・電話・メールの3種類がある。
- スマートバックグランドスケジューラー

システム上のユーザー入力、CPUの使用、ディスクアクセスを監視して、各種タスクのスピードを調節し、コンピュータの使用感への影響を最小限に留める機能。アイドルタイムの条件が満たされると、スキャン、バックアップ、チューンナップを自動的に開始する。
- オンラインストレージ

バックアップ機能で利用可能。2007年版では2GB - 25GB、2019年版では2GB - 75GBの領域が用意される。
2019年版で追加された機能は以下の通り。
- パスワードマネージャー
- ペアレンタルコントロール
- ノートン セキュアVPN

通信内容を暗号化することによりフリーWiFi等での情報漏洩を防止する。
- ノートン セーフカム

ウェブカメラへの不正なアクセスを遮断する。
かつてあった機能
- ノートン システムワークス（Norton SystemWorks）

パソコンのトラブルを解決するソフト。SpeedDisk、Disk Doctor、Win DoctorといったNorton Utilitiesが搭載されている。
- ノートン セーブアンドリストア（Norton Save&Restore）

バックアップと復元を行うソフト。ファイル・フォルダ単位だけでなく、ドライブ全体のバックアップ（イメージ）を行うことも可能。

## 歴史

### 2007年版
2007年3月6日にダウンロード版を発売（パッケージ版は3月23日に発売）。
その後、バージョンの2.0が2008年3月6日に発表・発売開始（ダウンロード版のみ。パッケージ版の発売は3月28日）。2009年3月6日に3.0を発表・発売した。
| バージョン     | ダウンロード版発売日 | パッケージ版発売日 |
| -------------- | -------------------- | ------------------ |
| 1              | 2007年3月6日         | 2007年3月23日      |
| 2              | 2008年3月6日         | 2008年3月28日      |
| 3              | 2009年3月6日         | 2009年3月19日      |
| 4              | 2010年2月23日        | 2010年2月26日      |
| 5              | 2011年2月19日        | 2011年2月25日      |
| 6              | 2012年2月22日        | 2012年2月24日      |
| マルチデバイス | 2012年9月19日        | 2012年9月21日      |